# Vårt Ukraina
Vårt Ukraina (ukrainska: Наша Україна: Nasja Ukrajina), tidigare Folkförbundet Vårt Ukraina, är ett nationalliberalt politiskt parti i Ukraina, ingående i valalliansen Vårt Ukraina – Folkets självförvarsblock. Ukrainas förre president Viktor Jusjtjenko är partiets ledare.
Affärsmannen Petro Porosjenko, som kontrollerar Kanal 5, är förmodligen den rikaste affärsmannen bland Jusjtjenkos supportrar. Han nämns ofta som en av de viktigaste sponsorerna av Vårt Ukraina och den orangea revolutionen, trots att han är medlem av Ukrainas socialdemokratiska parti. Porosjenko och Jusjtjenkos är nära förtrogna och vänner, och Jusjtjenko är gudfader till Porosjenkos döttrar.